# Blocco navale di Saint-Domingue
Il blocco navale di Saint Domingue fu una campagna navale combattuta nell'ambito della rivoluzione haitiana e durante i primi mesi delle guerre napoleoniche, nella quale una serie di squadroni della Royal Navy bloccarono i porti francesi di Cap Français e Môle-Saint-Nicolas nella costa nord orientale della colonia francese di Saint-Domingue, poco prima di divenire l'odierna Haiti a seguito della conclusione della rivoluzione haitiana il 1º gennaio 1804. Nell'estate del 1803, quando la guerra scoppiò tra il Regno Unito ed il Consolato francese, Saint-Domingue era già stata perlopiù conquistata dalle forze haitiane al comando di Jean-Jacques Dessalines. Nel nord del paese, le forze francesi erano isolate presso i due grandi porti di Cap Français e Môle-Saint-Nicolas ed in pochi altri insediamenti minori, tutti riforniti dalle forze navali francesi di base a Cap Français.
Allo scoppio della guerra il 18 maggio 1803, la Royal Navy immediatamente inviò uno squadrone al comando di Sir John Duckworth dalla Giamaica per investigare nella regione alla ricerca di un modo per eliminare le comunicazioni tra gli avamposti francesi e catturare o distruggere le navi da guerra presenti nella colonia. Il 28 giugno, lo squadrone incontrò un convoglio francese proveniente da Les Cayes presso Môle-Saint-Nicolas, di cui catturò una nave mentre l'altra riuscì a fuggire. Deu giorni dopo una fregata francese venne catturata nelle medesime acque. Il 24 luglio un altro squadrone inglese intercettò lo squadrone principale francese proveniente da Cap Français, che stava tentando di forzare il blocco navale e raggiungere la Francia. Gli inglesi, guidati dal commodoro John Wentworth Loring riuscirono a bloccare l'operazione, ma una nave francese ed una fregata riuscirono a sfuggire. Un'altra nave di linea rimase intrappolata presso la costa e venne catturata grazie al fuoco delle batterie d'artiglieria haitiane da terra. Il resto dello squadrone venne costretto a combattere altre due battaglie prima di tornare in Europa, ma riuscì a raggiungere il porto spagnolo di Corunna.
Il 3 novembre, la fregata HMS Blanche catturò uno schooner di rifornimento presso Cap Français, e con la fine del mese la guarnigione locale si trovava ormai alla fame, dovendo necessariamente giungere a patti con Dessalines che permise loro di avere salva la vita se avessero lasciato il porto entro il 1º dicembre. Il commodoro Loring ad ogni modo si rifiutò di lasciar partire i francesi. Il comandante francese Rochambeau venne infine costretto ad arrendersi agli inglesi. Una delle navi di Rochambeau fu quasi sul punto di colare a picco mentre stava lasciando il porto, ma venne salvata da un tenente inglese che non solo riuscì a salvare i 900 marinai a bordo, ma riuscì anche a riportare a galla la nave. A Môle-Saint-Nicolas, il generale Louis de Noailles si rifiutò di arrendersi e salpò alla volta dell'Avana, a Cuba con una flotta composta di piccoli vascelli il 3 dicembre, ma venne intercettato e mortalmente ferito da una fregata inglese. Il restante dei villaggi francesi a Saint-Domingue si arresero poco dopo ed il 1º gennaio 1804 poté essere proclamata la nascita della nuova Repubblica di Haiti come stato indipendente.

## Antefatto
Nel corso delle Guerre rivoluzionarie francesi (1792–1802), la ricca colonia francese di Saint-Domingue nella parte occidentale dell'isola di Hispaniola nel Mar dei Caraibi fu teatro di pesanti combattimenti. Oltre ai falliti tentativi di invasione inglesi e spagnoli, la colonia venne fiaccata da una brutale guerra civile tra la popolazione nera di ormai ex schiavi emancipati al comando di Toussaint Louverture e le forze francesi. Dal 1801, Louverture aveva ormai ottenuto il controllo di quasi tutta l'isola, inclusa gran parte della vicina colonia di Santo Domingo. Louverture ufficialmente strinse un'alleanza con la Francia ma si dichiarò governatore dell'isola. Ad ogni modo, dopo la Pace di Amiens in Europa che portò alla fine delle guerre rivoluzionarie del 1802, il primo console francese Napoleone Bonaparte inviò un vasto contingente di forze a Saint-Domingue al comando del generale Charles Leclerc.
L'armata di Leclerc ebbe alcuni successi iniziali e Louverture venne catturato dopo la firma di un trattato di pace col generale francese, morendo poi in circostanze ancora oggi non chiare mentre si trovava in prigionia in Francia. Ad ogni modo, dopo l'arresto di Louverture e sotto la minaccia della restaurazione della schiavitù, il generale haitiano Jean Jacques Dessalines riprese la sua campagna militare contro i francesi. Leclerc e gran parte del suo esercito erano morti per colpa di una epidemia di febbre gialla nell'autunno del 1802, ed il comando era passato al visconte di Rochambeau, le cui forze dovettero ben presto ritirarsi in alcune città fortificate, mancando di comunicazioni e rifornimenti. Nel maggio del 1803, la situazione ad Haiti si deteriorò quando iniziò la guerra tra Francia e Gran Bretagna, dopo una pace durata appena quindici mesi. In preparazione al conflitto, la Francia aveva ordinato ad un gran numero di navi di salpare dai porti meridionali di Saint-Domingue, tra cui la fregata Franchise che salpò en flute da Port-au-Prince il 3 maggio. La Franchise venne ad ogni modo intercettata alla Baia di Biscaglia da uno squadrone inglese e catturata il 28 maggio, come pure venne catturata la corvetta francese Bacchante il 25 giugno dopo che era salpata nel mese di aprile. Il resto delle forze navali francesi nella colonia vennero consolidate al porto di Cap Français.

## Il blocco navale

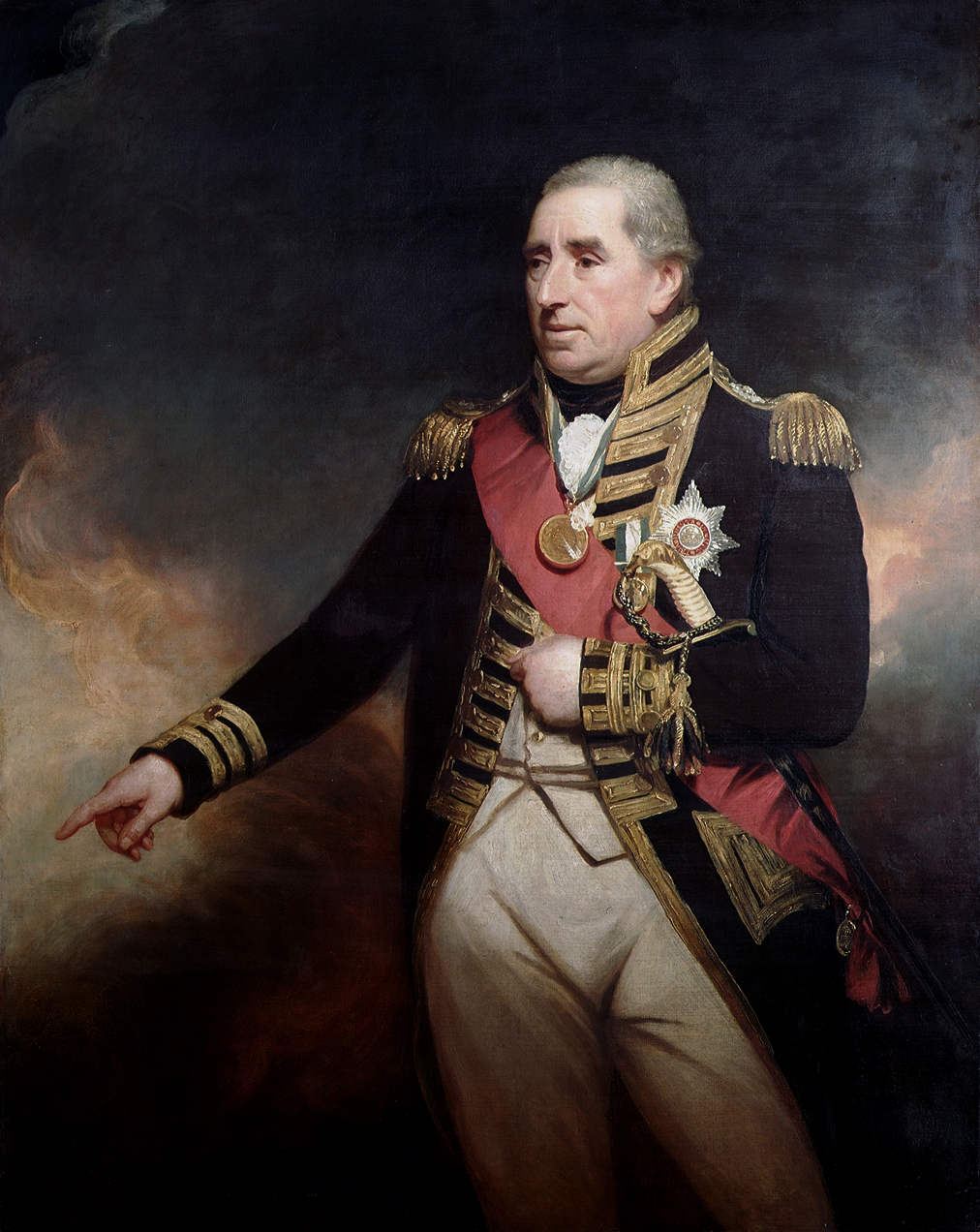
Il contrammiraglio sir John Thomas Duckworth che aveva comandato il blocco

La Royal Navy era ben preparata a riprendere il conflitto, con uno squadrone di navi di linea e numerose fregate di base nella stazione della Giamaica, la base caraibica della Royal Navy, sotto il contrammiraglio John Thomas Duckworth. Il 18 giugno 1803 due squadroni vennero inviati portare avanti il blocco nei principali porti settentrionali che erano ancora nelle mani dei francesi, Cap Français ad est e Môle-Saint-Nicolas ad ovest. Il primo squadrone, che si diresse su Môle-Saint-Nicolas, era composto dalla nave di linea HMS Cumberland (74 cannoni) al comando del capitano Henry William Bayntun, dalla HMS Goliath al comando del capitano Charles Brisbane e dalla HMS Hercule sotto il comando del tenente John B. Hills. Il secondo squadrone, assegnato al blocco di Cap Français, era comandato dal commodoro John Wentworth Loring a bordo della HMS Bellerophon ed includeva la HMS Elephant al comando del capitano George Dundas, la HMS Theseus al comando del capitano John Bligh e la HMS Vanguard al comando del capitano James Walker. Le forze di Loring erano accompagnate dalle fregate HMS Aeolus al comando del capitano Andrew Fitzherbert Evans e HMS Tartar al comando del capitano John Perkins.

### Azioni presso Môle-Saint-Nicolas
Il 28 giugno, lo squadrone diretto a Môle-Saint-Nicolas vide due imbarcazioni presso le coste haitiane e vi si portò per investigare da vicino la situazione. Queste si rivelarono essere due navi francesi, la Poursuivante (44 cannoni) al comando del capitano Jean-Baptiste Philibert Willaumez e la Mignonne (16 cannoni) al comando del capitano Jean-Pierre Bargeau. Le due navi erano salpate con un armamento ridotto da Les Cayes a sud di Saint-Domingue il 26 giugno con l'ordine di portarsi a Môle-Saint-Nicolas prima di fare ritorno in Francia. Identificando le navi come francesi, le navi dello squadrone inglese si separarono agli ordini di Bayntun, il capitano più anziano. Il capitano Brisbane ottenne istruzioni di dar caccia alla Mignonne e la Goliath scambiò con essa dei colpi a distanza che però non ebbero effetti. La Mignonne venne catturata quindi con facilità dalla più grande Goliath ed il capitano Bargeau si arrese senza aver subito perdite né danni. La Mignonne passò poi alla Royal Navy come HMS Mignonne.
Bayntun aveva inoltre ordinato al tenente di vascello Hills di inseguire la Poursuivante, ma la Hercule si trovava sottovento, e Hills ordinò alla Hercule di sparare troppo presto. Questo permise al comandante nemico Willaumez di correre verso Môle-Saint-Nicolas. Quando la Hercule, ben più veloce, trovò i venti favorevoli riuscì a raggiungere la nave avversaria ed a scambiare con essa dei colpi di cannone da cui uscirono danneggiate entrambe le imbarcazioni. La Hercule venne colpita pesantemente alla chiglia ed al sartiame ma le perdite si limitavano a soli pochi feriti, mentre la situazione per la Poursuivante appariva ben più complessa: sartiame, chiglia, alberi e ponte apparivano completamente abbattuti e per di più a bordo avevano trovato la morte 6 marinai ed altri 15 erano feriti. Nel corso del breve scontro, Willaumez aveva manovrato la sua nave vicino alla riva, e Hills, la cui nave era meno maneggevole per via dei danni subiti, non riuscì a cogliere l'occasione. Willaumez cercò di portare la sua fregata in salvo a Môle-Saint-Nicolas e poi da lì raggiungenre Rochefort, ma la sua nave era in condizioni troppo cattive per proseguire. Hills venne costretto a ritirarsi con la sua nave per eseguire le necessarie riparazioni in Giamaica, e la sua posizione venne presa dalla Vanguard dello squadrone di Bayntun.
Due giorni dopo lo scontro tra l’Hercule e la Poursuivante, la Vanguard e la Cumberland si stavano portando lungo la costa nord di Haiti a est di Môle-Saint-Nicolas quando un'altra strana nave venne avvistata presso il porto di Jean-Rabel. Questa era la Créole, una fregata francese di 40 cannoni al comando del capitano Jean-Marie-Pierre Lebastard, che si stava portando a Jean-Rabel da Cap Français con 530 uomini a bordo al comando del generale Morgan. La nave, ad ogni modo, era in condizioni disastrose e la ciurma si era ridotta a soli 150 uomini per via della febbre gialla che stava devastando i francesi a Saint-Domingue. Sia la Vanguard che la Cumberland immediatamente si diedero a dare la caccia alla fregata, che non fu in grado di fuggire dal momento che la nave di linea rapidamente riuscì a raggiungere il vascello di Lebastard. Walker sparò alcuni colpi dalla Vanguard verso la fregata, e Lebastard sparò un solo colpo prima di abbassare la propria bandiera. La Créole venne successivamente portata a Port Royal in Giamaica per le necessarie riparazioni e quindi integrata nella Royal Navy col nome di HMS Creole al comando del capitano Austin Bissell, ma la nave quasi affondò nel viaggio verso la Gran Bretagna ed il suo equipaggio venne salvato da un altro vascello inglese. Uno schooner francese venne catturato dallo squadrone nel medesimo giorno, con a bordo un centinaio di mastini provenienti da Cuba ed utilizzati dall'esercito francese a Saint-Domingue contro l'esercito haitiano.

### La fuga di Touffet

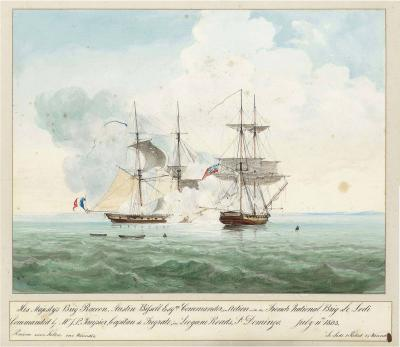
La cattura del bricco francese Lodi da parte della HMS Racoon l'11 luglio 1803 presso Léogâne

Nel mese successivo alla cattura della Créole vi furono movimenti minori da parte delle forze navali francesi sull'isola, in quanto la febbre gialla stava piagando molti dei porti. L'unica azione degna di nota nel periodo si tenne al largo di Léogâne nel Golfo di Gonâve nel pomeriggio dell'11 luglio quando il bricco francese Lodi (10 cannoni) venne intercettato dal bricco inglese HMS Racoon (18 cannoni) comandato da Austen Bissell, e costretto ad arrendersi dopo 40 minuti di combattimenti dove gli inglesi ebbero 1 solo ferito mentre i francesi ebbero 1 morto e 14 feriti.
Alla fine di luglio la situazione strategica appariva completamente alterata quando dalla Francia giunsero l'ordine di far rientrare le navi in madrepatria, soprattutto quelle di base a Cap Français che si trovavano al comando del contrammiraglio Latouche Tréville. Il comando delle operazioni di ritorno venne concesso al commodoro Quérangal a bordo della nave Duquesne (74 cannoni). Radunati sufficienti uomini per condurre le sue tre navi, Latouche Tréville diede l'ordine alla Duquesne, alla Duguay-Trouin (74 cannoni ma che per un recente incidente ne portava a bordo solo 54) al comando del capitano Claude Touffet, ed alla fregata Guerrière (40 cannoni) al comando del capitano Louis-Alex Beaudoin di salpare da Cap Français non appena possibile. Il pomeriggio del 24 luglio, sotto una pioggia forte e navi di Quérangal lasciarono il porto, inizialmente portandosi ad ovest per via del vento. Tutte erano in stato pessimo e nessuna era in grado di portare a bordo più di tanto, data anche la presenza di molti ammalati tra l'equipaggio.
Le navi francesi vennero avvistate quasi subito dalle fregate dello squadrone di Loring, che iniziarono l'inseguimento delle navi nemiche. Alle 21:00, Quérangal colse l'occasione dell'oscurità per dividere le sue navi, con la Duguay-Trouin bordata ad est mentre la Duquesne continuava a seguire la linea della costa ad ovest. In risposta, Loring ordinò a Dundas a bordo della Elephant di dare la caccia alla Duguay-Trouin e di inseguire la Duquesne con le Aeolus e la Tartar. Nel corso della notte entrambi gli inseguimenti ebbero buon fine, con Loring che venne raggiunto dalla Theseus e dalla Vanguard. Alle 07:00 del 15 luglio, la nave di Quérangal venne avvistata da una batteria di artiglieria costiera haitiana che sparò contro di essa, Loring inviò la Theseus ad investigare per quei colpi di cannone e poco dopo giunsero sul posto anche la Tartar e la Vanguard. Perkins fu il primo ad avvistare la nave francese, aprendo il fuoco alle 15:30, seguito poco dopo da Walker. Quérangal riprese il fuoco brevemente, ma la sua nave era troppo debole per poter fronteggiare adeguatamente il nemico, avendo a bordo solo 275 uomini di cui 215 erano malati. La Duquesne aveva inoltre a bordo solo 12 cannoni in quel momento, anche se uno dei suoi colpi prese in pieno la Vanguard, uccidendo un uomo e ferendone un altro. Prima che le navi inglesi potessero cambiare posizione, ad ogni modo, Quérangal si arrese. La sua nave venne annessa alla Royal Navy e rientrarò in servizio col nome di HMS Duquesne, ma venne affondata nel 1804 in un incidente presso Morant Cays.

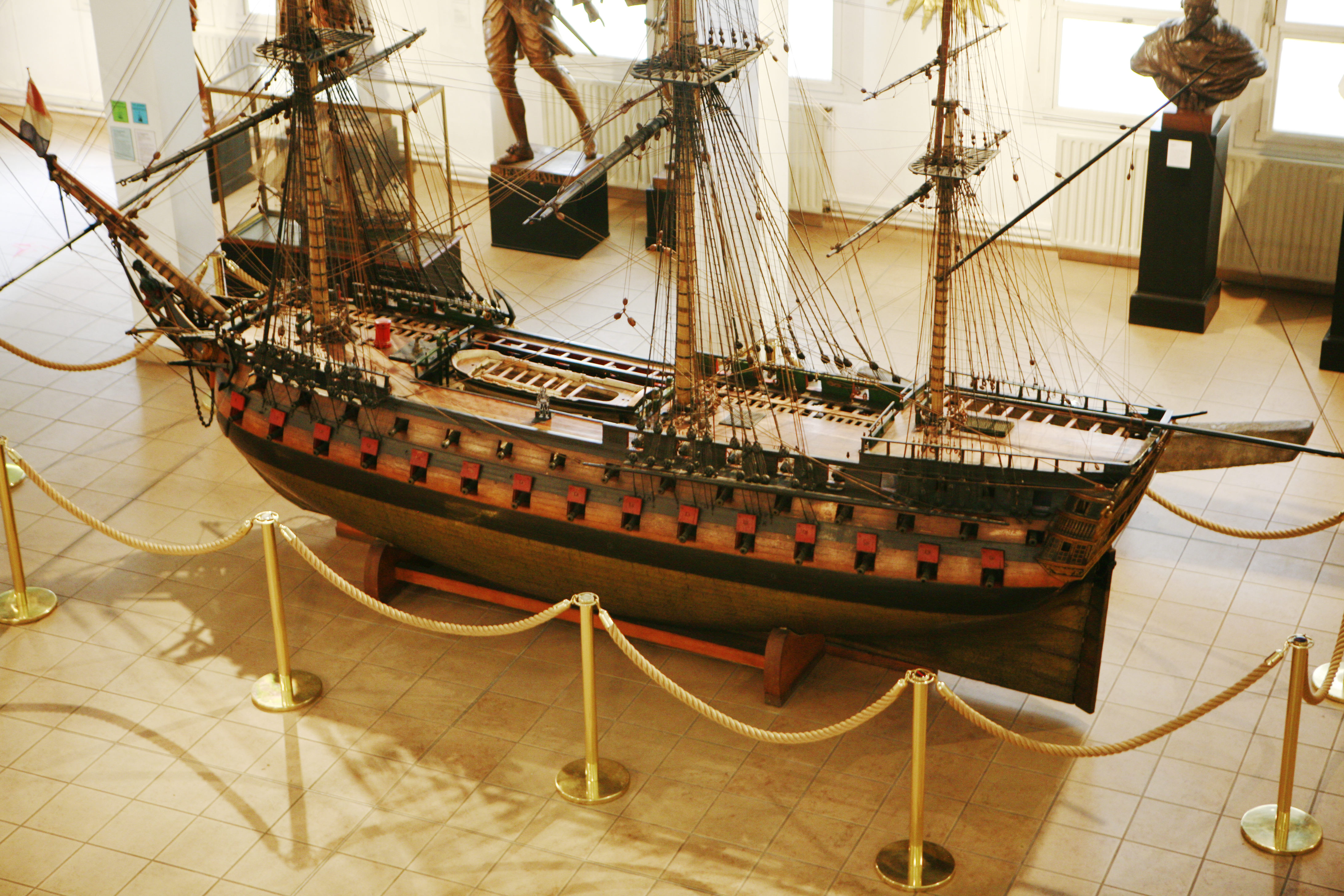
Modello in scala della Duquesne, Musée de la Marine di Tolone

Il secondo inseguimento, quello di Dundas sulla Elephant e di Touffet sulla Duguay-Trouin continuò per tutta la notte e le navi inglesi avvistarono quelle francesi alle 6:00 del 25 luglio. Touffet aprì il fuoco dalla Elephant colpendo le navi inglesi diverse volte, pur senza effetti tragici. Dundas fu in grado, malgrado il fuoco francese, di guadagnare distanza dal nemico, lanciando bordate a lungo raggio con altrettanti pochi effetti. L'azione giunse a conclusione poco dopo con l'arrivo di due navi, lo sloop inglese HMS Snake (18 cannoni) al comando del comandante William Roberts da nordovest e la Guerrière dalla direzione opposta. Dundas considerò che l'arrivo di una fregata avrebbe favorito i francesi e pertanto permise ad entrambe le sue navi di fuggire. Questo fu un terribile errore di valutazione: lo storico William Laird Clowes ha annotato come entrambe le navi fossero in pessime condizioni e pur insieme non sarebbero state in grado di resistere alla potenza delle navi di Dundas. Col calar della notte, ad ogni modo, le navi francesi riuscirono a raggiungere le acque aperte ed a prepararsi per la traversata dell'Atlantico.
Il viaggio di Touffet fu ad ogni modo diverso: il 29 agosto mentre si trovava nell'Oceano Atlantico orientale vicino alla Baia di Biscaglia, venne individuato dalla fregata inglese HMS Boadicea (38 cannoni) al comando del capitano John Maitland, che gli diede la caccia, e la nave francese si rivolse a sud verso il porto spagnolo di Ferrol. Il giorno successivo, la Boadicea seguì lo squadrone francese ancora, perdendolo solo nella notte del 30 agosto a causa della nebbia, ma riscoprendolo poi alle 13:30 del 31 agosto quando il vento aveva soffiato ovest-nordovest. Maitland poteva ora vedere chiaramente che la Duguay-Trouin era davanti a lui ma che essa era in condizioni pessime e che stava viaggiando in direzione dell'Europa e gli sparò alle 14:00 da una distanza di 0,25 miglia nautiche, fuoco a cui la nave francese rispose. Il fuoco della Duguay-Trouin si avvalse di quello combinato della Guerrière e Maitland considerò che le due navi francesi insieme dovevano essere troppo potenti per la sola Boadicea. Alle 14:50, ad ogni modo, con la Boadicea che rapidamente guadagnava terreno, Touffet abbandonò la caccia portandosi a sud verso Ferrol.
In direzione di Ferrol, uno squadrone inglese al comando del commodoro Sir Edward Pellew, con la HMS Culloden comandata dal capitano Barrington Dacres salpò a breve distanza. Il 2 settembre, il piccolo squadrone di Touffet salpò per il porto di Corunna e Dacres si diede ad intercettarlo, aprendo il fuoco alle 11:50, a lungo raggio. I francesi erano più veloci della Culloden ma Duguay-Trouin riuscì con successo ad entrare a Corunna a capo della Guerrière dal momento che le batterie costiere spagnole iniziarono a sparare sulle navi inglesi. Sebbene Dacres tentasse di danneggiare la Guerrière, infliggendole perdite per 6 morti e 15 feriti, la fregata francese fu in grado di continuare il suo viaggio verso Corunna. Dacres, che aveva portato le sue navi a destra dell'entrata del porto, venne costretto a ritirarsi con solo 4 feriti a bordo.

### La resa di Cap Français
Con la rimozione delle navi dallo squadrone di Saint-Domingue, l'unica forza rimanente di qualche peso era di base a Cap Français, composta principalmente dalle fregate Surveillante, Clorinde e Vertu. Nel settembre di quello stesso anno, il porto di Les Cayes a sud si era arreso, la guarnigione capitolò nelle mani del bricco inglese HMS Pelican, mentre a nord il capitano Bligh sulla Theseus bombardò il Forte Labouque al porto di Fort Dauphin, un importante ancoraggio per piccole navi di supporto a Cap Français, l'8 settembre. Il forte si arrese poco dopo, come pure la corvetta francese Sagesse (20 cannoni), con 75 uomini a bordo. Forte Dauphin capitolò sul finire del giorno ed i prigionieri francesi chiesero a Bligh perché intercedesse con le forze haitiane locali che avevano catturato un gran numero di soldati tra cui il generale Dumont ed erano intenzionati a giustiziarli. Bligh ottenne il rilascio di Dumont ed il trasporto di tutti i prigionieri, inclusi molti che erano ammalati di febbre gialla, a Cap Français. Mentre Loring rimaneva nella parte settentrionale di Saint-Domingue, il bricco Raccoon rimase attivo tra Saint-Domingue e Cuba, distruggendo due piccoli convogli tra settembre ed ottobre.

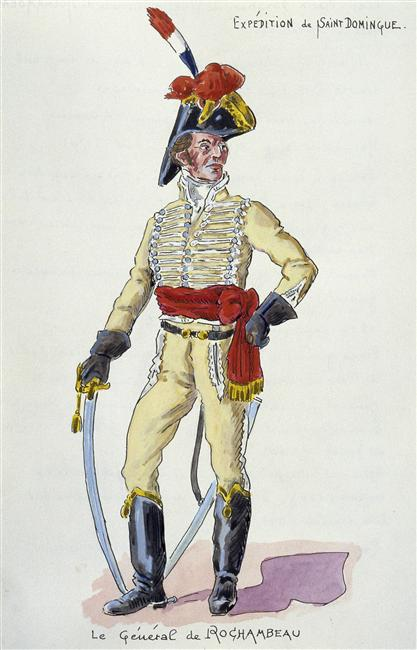
Il generale de Rochambeau a Saint Domingue, dove si arrese a John Loring

In ottobre, Latouche-Tréville ottenne il libero passaggio da parte degli inglesi per la sa salute malferma e poté fare ritorno in Francia lasciando il capitano Jean-Baptiste Barré in comando dello squadrone. Vennero comunque fatti dei tentativi di supplire i porti, assediati dalle forze haitiane. Il 3 novembre la fregata HMS Blanche al comando del capitano Zachary Mudge che scoprì un cutter a Mancenille Bay che trasportava 52 mucche da latte per le guarnigioni di Cap Français e Mudge ed inviò il tenente Nicholls dei Royal Marines nella baia nella notte. Nicholls, malgrado l'interferenza del tenente Warwick Lake della Blanche, sriuscì a portare la nave fuori dalla portata delle batterie costiere francesi, perdendo due uomini e vedendosene feriti altri quattro. All'inizio di novembre, il capitano Walker della Vanguard catturò 850 soldati francesi come prigionieri dal porto di Saint-Marc, il generale D'Henin arrese la sua guarnigione dopo che l'avanzata delle forze di Dessalines aveva minacciato di massacrarli. Catturate al porto vi erano la corvetta Papillon (12 cannoni), lo schooner Courier ed i trasporti Mary Sally e Le Trois Amis. Il 16 novembre, la Vanguard catturò un mercantile americano Independence che aveva tentato di entrare a Cap Français.
Il 17 novembre Rochambeau inviò un messaggio allo squadrone di Loring richiedendo che gli fosse permesso di lasciare senza danno alcuno il porto per far tornare i suoi uomini in Francia. Loring si rifiutò e pertanto il 20 novembre il generale francese dovette concludere un trattato di pace con Dessalines, secondo i cui termini la popolazione francese avrebbe dovuto lasciare i porti entro 10 giorni. Loring venne informato dei termini dell'accordo e per quanto Rochambeau fosse pronto a partire dal 25 novembre, le sue navi erano sovraffollate di rifugiati e lo squadrone inglese bloccava ogni uscita. Il 30 novembre, dal momento che i soldati haitiani presero possesso delle batterie e dei forti che proteggevano il porto, Rochambeau si trovò con le sue navi alla fonda proprio sotto i cannoni dei forti. Gli haitiani ebbero l'ordine di prepararsi a fare fuoco sulle navi francesi, ma di fronte ad evidenti ritardi tecnici, Loring colse l'occasione per ordinare al capitano Bligh di entrare nel porto ed offrire la resa a Rochambeau.
Dopo un incontro col capitano Barré, Bligh ottenne la firma di un trattato che stabiliva la resa totale di Rochambeau al blocco navale inglese. Sulla base dei termini, le navi francesi salparono dal porto col tricolore francese grazie ad una cerimonia di consegna nelle mani di Loring. Bligh dovette a questo punto convincere il riluttante Dessalines a permettere ai francesi di abbandonare Cap Français, cosa che quest'ultimo fece ma si rifiutò categoricamente di fornire dei piloti per assicurare ai francesi un sicuro passaggio nel porto. Nel pomeriggio, Rochambeau salpò a bordo della Surveillante. Venne seguito in processione dalle altre navi: la Vertu (12 cannoni), lo schooner Découverte ed i mercantili Endymion, Casar, L'Augusta, Louis Cherie, Jason, Bonnevallere, Jeremie, Havre de Grace, Necessaire, Union, Nicholas Debarre, Marin. Le navi-ospedale francesi Nouvelle Sophie e Justice si arresero anch'esse, ma erano imballate di centinaia di soldati ammalati. Cinque navi americane, Sisters, Eugene, Thesbald, Adventurer e Hiram, e due vascelli danesi, Diana e Bentley, vennero catturati dalle forze di Loring. Duckworth giunse nel corso dell'evacuazione a bordo della Hercule, aggiungendo la sua nave a quelle inglesi che sovrintendevano alla colonna.
Il disastro colpì l'operazione ad ogni modo quando la fregata Clorinde cercò di lasciare il porto. Appesantita da 900 rifugiati e soldati a bordo tra cui il generale Jean François Cornu de La Poype ed il suo staff, la nave accidentalmente colpì le rocce presso Fort St. Joseph, ora gestito da soldati haitiani. La Clorinde era in una situazione disperata e nessuna delle navi inglesi impegnate nelle operazioni al porto le rivolse aiuto, abbandonando la fregata alla disfatta più totale. La Hercule ad ogni modo inviò una lancia in soccorso con a bordo 30-40 uomini al comando del tenente Nesbit Willoughby. Willoughby era determinato ad assistere la ciurma ed i passeggeri della nave, ben conscio che senza il suo aiuto sarebbero annegati o sarebbero stati massacrati dagli haitiani coi cannoni del forte.

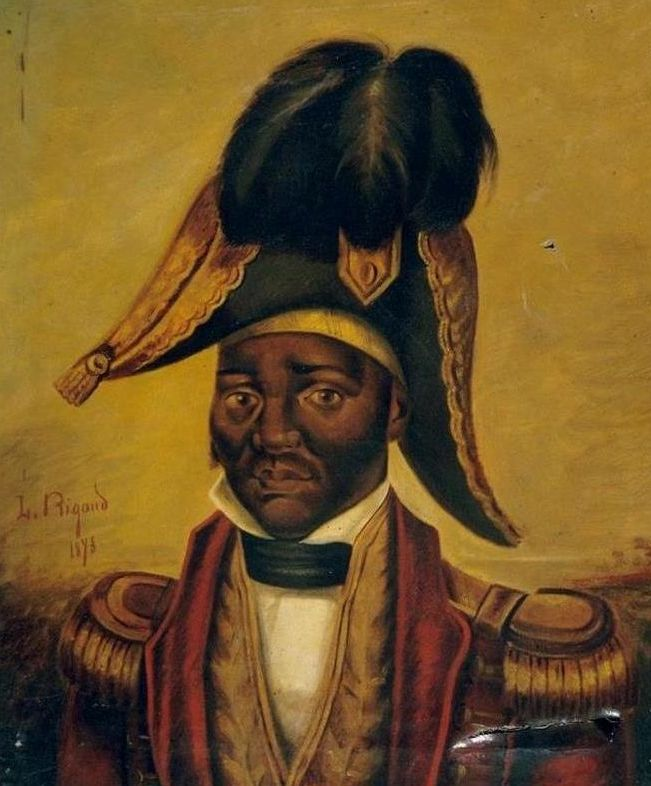
Il comandante ribelle haitiano Jean Jacques Dessalines

Una volta a bordo, Willoughby persuase La Poype ad arrendersi senza formalità, issando la bandiera inglese sulla nave. Gli haitiani così non furono in grado di sparare un sol colpo ad una nave alleata, Willoughby sbarcò a terra e si incontrò con Dessalines, che gli promise la sua assistenza. Willoughby tornò con un gran numero di barche. Al suo ritorno ad ogni modo Willoughby scoprì che il vento era di molto diminuito il che gli avrebbe consentito di togliere la Clorinde dalla sua posizione e di portarla in acque più profonde. Lo scafo era ancora intatto malgrado alcuni danni subiti dalla nave e nella sera la Clorinde venne portata all'imbocco del porto.

### Le ultime azioni
Con la resa dei porti francesi nel nord di Haiti, la rivoluzione haitiana poté dirsi conclusa, e solo Môle-Saint-Nicolas rimaneva nelle mani dei francesi. Il 2 dicembre, lo squadrone Loring raggiunse il porto ed offrì i medesimi termini di resa che erano stati offerti a Rochambeau anche a Noailles, il quale però rifiutò. Quella stessa sera ad ogni modo Noailles fece un disperato tentativo di fuggire dal porto con sei piccoli vascelli. Il convoglio francese venne avvistato nella notte del 5–6 dicembre, venne raggiunto dalle navi Republic, Temeraire, Belle Louise, Active e Sally Warner, ma cadde nelle mani dei francesi. Solo un vascello, l'ammiraglia di Noailles, riuscì a scappare anche se Noailles risultò poi ferito mortalmente e morì poco dopo all'Avana, a Cuba, per le ferite riportate.

## L'indipendenza haitiana
La caduta di Môle-Saint-Nicolas segnò la fine della rivoluzione haitiana e la distruzione finale della colonia francese di Saint-Domingue. Sebbene alcune remote forze francesi rimanessero nella parte spagnola di Santo Domingo, erano troppo poche e deboli per impressionare le forze di Dessalines che ora controllavano l'intera parte occidentale dell'isola.
Il 1º gennaio 1804, Dessailines proclamò la fondazione di una nuova nazione chiamata Haiti, il primo stato indipendente nei Caraibi dall'arrivo dei primi europei.